# ان‌جی‌سی ۲۶۱
ان‌جی‌سی ۲۶۱ (انگلیسی: NGC 261) یک سحابی پراکنده است که در صورت فلکی توکان قرار دارد و در ۵ سپتامبر ۱۸۲۶ توسط جیمز دانلوپ کشف شد.

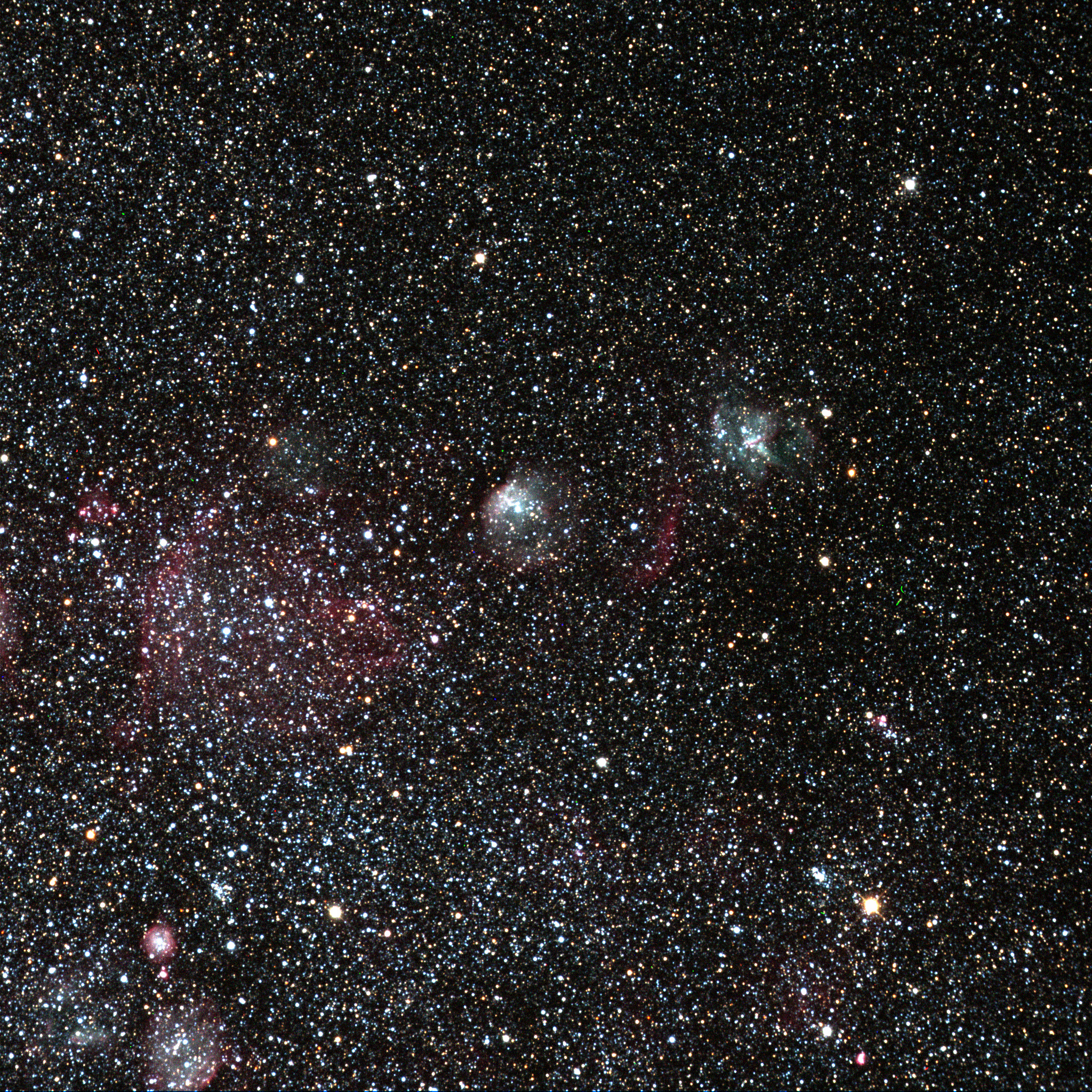
NGC 261